# Olesicampe sericea
Olesicampe sericea är en stekelart som först beskrevs av Holmgren 1856.  Olesicampe sericea ingår i släktet Olesicampe och familjen brokparasitsteklar. Arten är reproducerande i Sverige. Inga underarter finns listade i Catalogue of Life.